# Диофантово уравнение
Диофантово се нарича всяко алгебрично уравнение с цели коефициенти, решенията на което се търсят отново в множеството на целите числа. Специфично за системите от диофантови уравнения е, че броят на неизвестните в тях е по-голям от броя на уравненията в системата, т.е. системата е неопределена и има цял клас решения, чието графично изображение е алгебрична крива, алгебрична повърхнина или обект от по-висок порядък.
Думата „диофантов“ произлиза от името на древногръцкия математик Диофант от Александрия, който в основния си труд „Аритметика“ разглежда линейни и квадратни уравнения във връзка с резултати, останали от гръцки и вавилонски математици. Диофант е и един от първите математици, които въвеждат математическата символика в алгебрата (въвежда фиксирани означения за неизвестното и първите му степени).
Математическото изследване на диофантови уравнения се нарича диофантов анализ. Доколкото отделни диофантови уравнения винаги са представлявали любопитни задачи с повишена трудност, формулирането на обобщени теоретични подходи към класовете диофантови уравнения е достижение основно на ХХ век.
Два фактора определят вида, сложността и начина на решаване на диофантовите уравнения:
- броят на неизвестните;
- най-високата степен на неизвестна величина в уравнението (системата от уравнения).

### Примери за диофантови уравнения
Нека в следващите примери {\displaystyle x}, {\displaystyle y} и {\displaystyle z} считаме за неизвестни, а другите буквени означения играят ролята на параметри.
- Тъждеството на Безу {\displaystyle ax+by=1} е линейно диофантово уравнение.
- Уравнението {\displaystyle x^{n}+y^{n}=z^{n}}.
  - За {\displaystyle n=2} съществуват безброй много Питагорови тройки {\displaystyle (x,y,z)}.
  - За по-високи стойности на n, последната теорема на Ферма гласи, че не съществуват естествени числа x, y, z, които удовлетворяват уравнението.
- Уравнението на Пел {\displaystyle x^{2}-ny^{2}=1}, където n е цяло число, различно от квадрат.
- За общите решения на диофантовите уравнения от степен, по-висока от 2, се знае малко, но уравненията на Туе от вида {\displaystyle \sum _{i=0}^{n}{a_{i}x^{i}y^{n-i}}=c}, където {\displaystyle n\geq 3} и {\displaystyle c\not =0} са общо взето решими.

## Диофантов анализ
Основните въпроси, от които диофантовият анализ се интересува при изучаване на конкретно диофантово уравнение, са:
1. Дали уравнението има поне едно решение
2. Дали има решения различни от тези, които се намират с елементарни методи
3. Дали има крайно или безкрайно много решения
4. Възможно ли е (поне на теория) всички решения да бъдат описани
5. Възможно ли е всички решения да бъдат на практика намерени